# Jarrod Bowen
Jarrod Bowen (født 20. december 1996) er en engelsk professionel fodboldspiller, som spiller for Premier League-klubben West Ham United og Englands landshold.

## Klubkarriere

### Hereford United
Bowen begyndte sin karriere hos Hereford United, og fik sin førsteholdsdebut med klubben den 22. marts 2014 i en Football Conference-kamp imod Barnet.

### Hull City
Hereford United gik i juni 2014 konkurs, og som resultat forlod Bowen klubben. Han skiftede herefter til Hull City. Han tilbragte de næste to år på reserveholdet, før han i august 2016 fik sin førsteholdsdebut for klubben. Hans store gennembrud kom dog i 2017-18 sæsonen, hvor at han blev etableret som en fast mand på holdet som havde rykket ned til Championship i den forrige sæson.
Bowen scorede i 2017-18 sæsonen 15 sæsonmål, og blev kåret som årets spiller i klubben for sæsonen. Han byggede videre på denne form i 2018-19 sæsonen, hvor han scorede 22 gange og igen blev kåret som årets spiller i klubben.

### West Ham United
Bowen skiftede i januar 2020 til West Ham United. I 2021-22 sæsonen blev han den første West Ham spiller til at have 10+ mål og assists i en sæson siden Paolo di Canio i 1999-2000 sæsonen.
Bowen var i 2022-23 del af, at West Ham nåede til Conference League-finalen, og han scorede her det vindene mål i kampens sidste minut, da West Ham slog Fiorentina, og hermed vandt deres første trofæ i 43 år.
Bowen blev i august 2024 udpeget som klubbens nye anfører efter at Kurt Zouma havde forladt klubben.

## Landsholdskarriere
Bowen debuterede for Englands landshold den 4. juni 2022.